# چارلی سوج
چارلی سوج (انگلیسی: Charlie Savage؛ زادهٔ ۲ مهٔ ۲۰۰۳) بازیکن فوتبال اهل بریتانیا است.
وی همچنین در تیم‌های ملی فوتبال جوانان و زیر ۲۱ سال ولز بازی کرده‌است.

## زندگی شخصی
وی فرزند بازیکن سابق تیم ملی فوتبال ولز، رابی سوج است و با پیوستن به باشگاه فوتبال منچستر یونایتد راه پدرش را در پیش گرفته‌است.